# L'Homme, la Pieuvre et l'Orchidée
The Human, the Orchid, and the Octopus
L'Homme, la Pieuvre et l'Orchidée (titrée aussi officiellement en anglais comme The Human, the Orchid, and the Octopus) est une biographie posthume de Jacques-Yves Cousteau, sortie en 1997.

## Parution
Cousteau écrit sa biographie en 1997 en collaboration avec Susan Schiefelbein mais ils n'ont pas le temps de la publier avant sa mort. Une version non autorisée du livre paraît en France et aux États-Unis cinq jours après le décès de l'explorateur. Susan Schiefelbein porte alors plainte pour contrefaçon et le livre est retiré de la vente. En 2007 il est réédité en anglais
 et en 2008 en allemand selon les volontés de la coauteur. En octobre 2011 il n'existe pas encore d'édition officielle en français.